# كأس زامبيا
كأس زامبيا (بالإنجليزية: Zambian Cup)‏ ، هي بطولة رسمية لكرة القدم في زامبيا ، أسست سنة 1962م.

## وصلة خارجية
- Zambia Cup Winners, RSSSF.com